# 1955
1955 (MCMLV) var ett normalår som började en lördag i den gregorianska kalendern.

## Händelser

### Januari
- 1 januari – Sverige inför den allmänna obligatoriska sjukförsäkringen [1], med inbyggd moderskapsförsäkring.
- 22 januari – I Sverige blir sexualundervisning obligatorisk.[2]
- 27 januari – Världens första atomubåt, Nautilus, går till sjöss på sin jungfruresa.
- 30 januari – Den 23-årige ripjägaren Evert Stenmark räddas efter åtta dygn under ett snöskred utanför Tärnaby [3].

### Februari
- 7 februari – En svensk riksinsamling inleds för tekniskt bistånd åt underutvecklade länder [4].
- 8 februari – Sovjetunionens regeringschef Georgij Malenkov störtas och ersätts av Nikolaj Bulganin [1].
- 9 februari – För att motverka inflationen i Sverige införs en bilaccis på tio procent och en investeringsavgift för företag på tolv procent [4].
- 19 februari
  - SEATO skapas [5].
  - En orkan i Genuabukten gör att amerikanska tankfartyg sjunker, och orsakar oljeutsläpp [6].
- 20 februari – 20-årige Sigge Ericsson, Sverige blir allroundvärldsmästare i hastighetsåkning på skridskor i Moskva [1].
- 13 februari – Fyra av de sju Dödahavsrullarna återfinns i Israel.
- 28 februari – Nya stridigheter uppstår mellan Egypten och Israel i Gazaremsan.

### Mars
- 18 mars – Imre Nagy avlägsnas från sitt uppdrag som premiärminister i Ungern.
- 19 mars – Republikanska klubben, som vill verka för republik i Sverige, bildas av bland andra den svenske författaren Vilhelm Moberg [4].
- 24 mars – Sedan Högerpartiet, DN och högre svenska militärer krävt en svensk atombomb förklarar försvarsminister Torsten Nilsson att detta inte är aktuellt [4].

### April

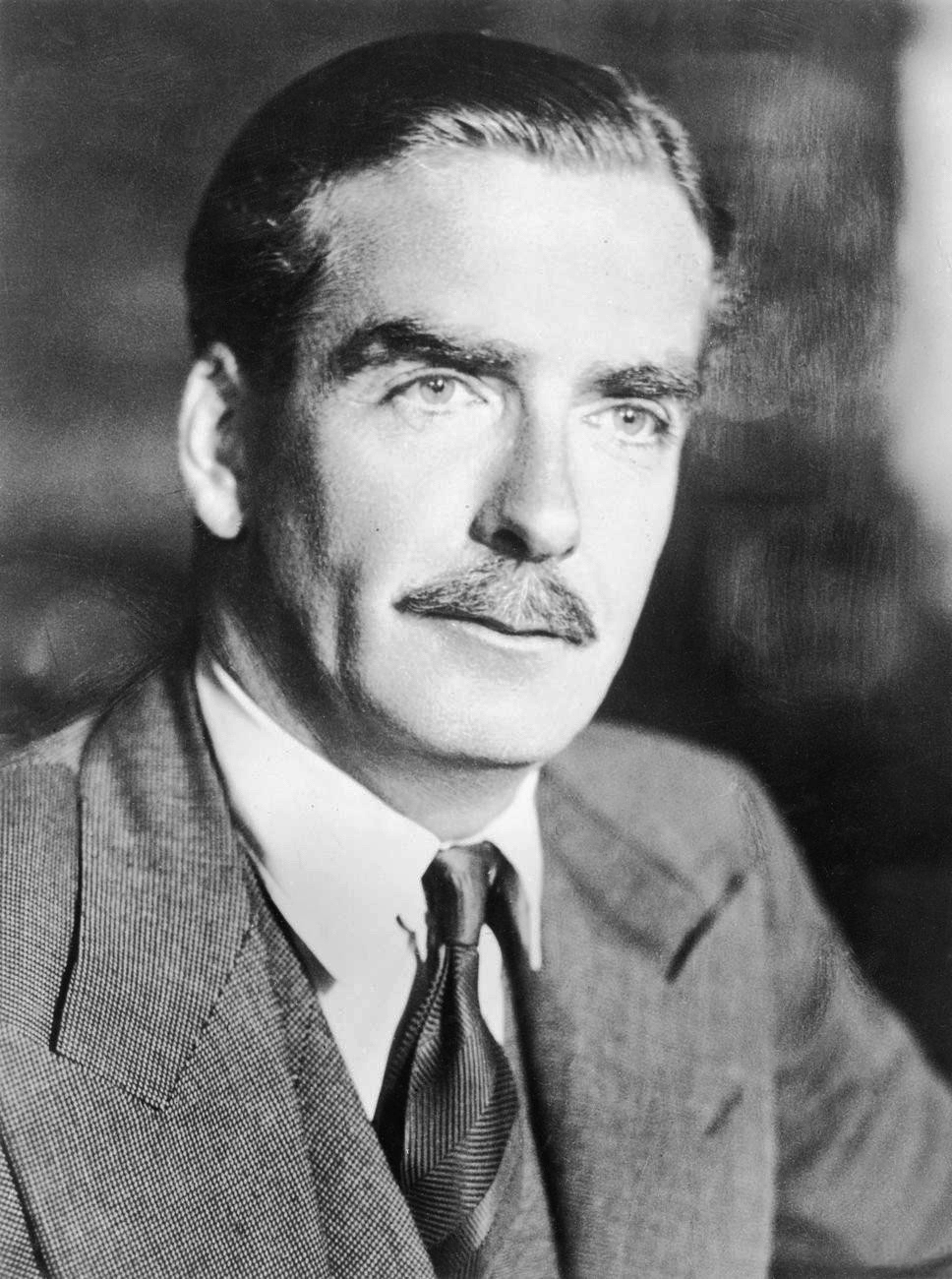
Anthony Eden efterträder Winston Churchill som Storbritanniens premiärminister.

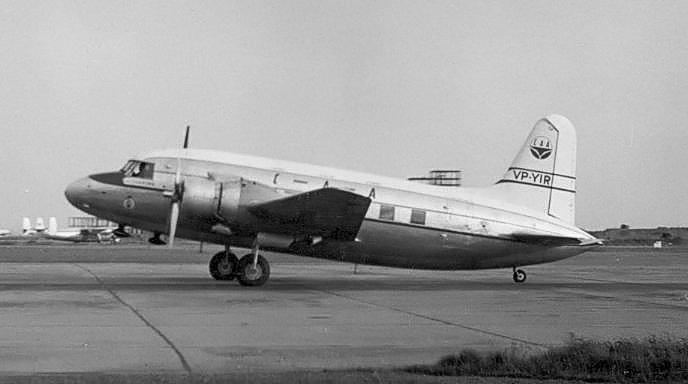
Vickers Viking, den flygplansmodell som användes vid den första svenska charterresan till Mallorca.

- April – Kommittén för högertrafikfolket bildas i Sverige.
- 1 april – EOKA under Georgios Grivas inleder ett gerillakrig på Cypern, som leder till landets självständighet 1960.
- 4 april – Filmen En stjärna föds med Judy Garland och James Mason har svensk premiär.
- 5 april – Winston Churchill avgår som brittisk premiärminister av hälsoskäl, och efterträds av Anthony Eden [1].
- 15 april – Den första McDonald's-restaurangen öppnas i Des Plaines, Illinois.
- 18–24 april – Bandungkonferensen hålls i Bandung, Indonesien.
- 22 april – Chefen för svenska UD:s pressbyrå, Olof Rydbeck, utses till svensk radio- och TV-chef [4].
- 23 april – Första svenska charterresan ankommer till Mallorca.

### Maj

Warszawapakten.

- 1 maj – Amerikanske rockartisten Elvis Presley inleder sin första konsertturné i USA [1].
- 5 maj – Västtyskland utropas till självständig stat [5].
- 9 maj – Västtyskland ansluter sig till NATO vid mötet i Paris [1].
- 14 maj – Sovjetunionen och sju andra stater i kommunistblocket undertecknar Warszawapaktens fördrag, som en motvikt mot NATO [3].
- 15 maj – Den allierade ockupationen av Österrike upphör då regeringen i Wien lovar att hålla sig neutral i utrikespolitiken [1].
- 25 maj – Sveriges riksdag beslutar att svenska staten ska lösa in LKAB, där den redan äger hälften [4].

### Juni
- 9 juni – Svenska tankerfartyget M/T Johannishus på 15 800 tdw rammas ca 40 sjömil utanför den nederländska kusten, väster om Scheldes mynning och oljan fattar eld och rinner ut i havet [6].
- 10 juni – H55-utställningen i Helsingborg, som visar modernt boende och hemutrustning, invigs [1]. Arrangörer är Svenska Slöjdföreningen och Helsingborgs stad, och under de tre månader utställningen är öppen besöks den av över en miljon människor [7].
- 11 juni – 85 personer omkommer då två tävlingsbilar slungas ut bland publiken i Le Mans under 24-timmarsloppet [3].
- 17 juni – Alva Myrdal utses till svensk ambassadör i Indien och blir därmed Sveriges första kvinnliga ambassadör [4].

### Juli
- 15 juli – Värmeböljan i Sverige kulminerar då 33 ºC uppmäts i Stockholm, och sommaren är den varmaste sedan 1914 [7]. Pinnglassen får sitt definitiva genombrott [3].
- 17 juli – Disneyland öppnar i Anaheim, Kalifornien.
- 18–23 juli – I Genève hålls en 4-maktskonferens om europeiska säkerhetssystemet, nedrustningen och den tyska frågan [5].
- 23 juli – 21-åriga svenskan Hillevi Rombin från Uppsala väljs till Miss Universum i Long Beach [1].
- 27 juli – Österrike blir helt självständigt, sedan alla fyra ockupationsmakter givit upp sin ockupation av landet.
- 29 juli – IBRA Radio startar regelbundna sändningar från Tanger.

### Augusti
- 1 augusti – AB Plåtmanufaktur lanserar ölburken i Sverige [4], de första märkena är Three Towns, Tuborg och Carlsberg [7]. Three Towns är ett av de första svenska starkölen.
- 20 augusti – Rebeller i Algeriet och Marocko anfaller franska anläggningar. Frankrike svarar med aktioner mot civilbefolkningen [3].
- 21 augusti – Flyghaveriet vid Glamsjö 1955 inträffar då två Saab 29 Tunnan kolliderar. Båda piloterna omkommer och flygplanen totalhavererar.
- 25 augusti – Främmande ubåtar har vid tre tillfällen denna sommar observerats på svenskt vatten [4].
- 26 augusti – De första biblioteksersättningarna till svenska författare betalas ut, två öre för varje lån [4].

### September
- 5 september – Den amerikanska ungdomsfilmen Vänd dem inte ryggen, med ledmotivet Rock Around the Clock med Bill Haley har svensk premiär.
- 6 september – Under Istanbulpogromen förstörs 90 % av kyrkans egendomar i Istanbul, ett tiotal greker dör, och flera misshandlas svårt. Pogromen antas vara iscensatt av Adnan Menderes regering.
- 12 september – Sveriges finansminister Per Edvin Sköld avgår och efterträds av Gunnar Sträng [1], 49 [3] då Per Edvin Sköld framfört tankar på ett tvångssparande, vilket dock inte kommer till utförande.
- 16 september – Argentinas president Juan Perón störtas i en militärkupp [1] och går i landsflykt [3].
- 23 september – På 50-årsdagen av svensk-norska unionens upplösning avtäcks Ivar Johnssons fredsmonument i Karlstad närvaro av Sveriges och Norges kungar (Gustaf VI Adolf respektive Håkon VII) och statsministrar (Tage Erlander respektive Oscar Torp).
- 27 september – Nasser meddelar att Egypten ska köpa tunga vapen från Sovjetunionen.
- September – Egypten börjar blockera Tiransundet från israeliska fartyg.
- Hösten – Treårig prisreglering för jordbruksprodukter och importavgift införs i Sverige.

### Oktober
- 1 oktober – Den svenska motboken avskaffas [1] efter 40 år. Alla över 21 år får köpa hur mycket de vill på Systembolaget och starköl, tidigare receptbelagd apoteksvara, börjar säljas vid systembolag och restauranger där det snabbt blir populärt [7].

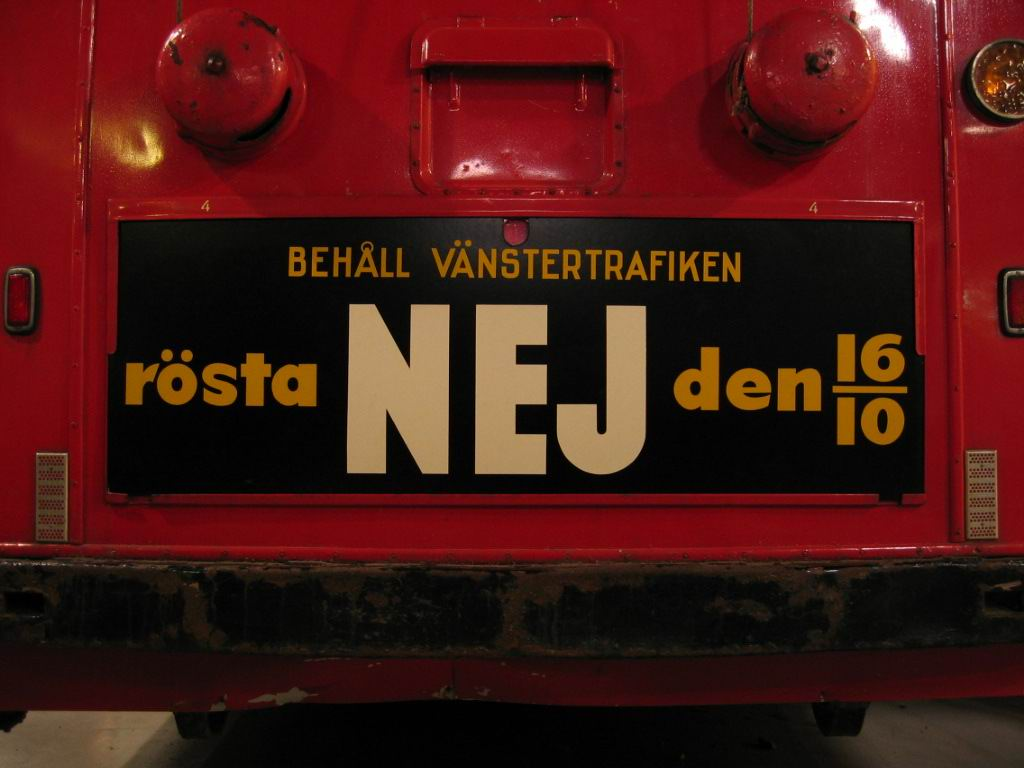
Svenska folket röstar nej till högertrafikens införande.

- 16 oktober – Svenska folket röstar i en folkomröstning nej till högertrafik. 82,9 % röstar för bibehållande av vänstertrafiken och 15,5 % röstar för högertrafik [7].
- 23 oktober – Saarland säger i en folkomröstning nej till självständighet under VEU:s beskydd.[8]
- 25 oktober – SAAB:s nya stridsflygplan Draken provflygs.
- 26 oktober – Österrike förklarar sig för all framtid neutralt.
- 28 oktober – Finland går med i Nordiska rådet efter beslut i Finlands riksdag [1].

### November
- 22 november – Sovjetunionen genomför sin första vätebombsprovsprängning i Kazakiska SSR, Sovjetunionen.
- 26 november – Olof Rydbeck, nytillträdd chef för Sveriges Radio, blir den förste som talar i nystartade SR P2 som skapats för att bättre kunna tillgodose lyssnarnas olika intressen [1]. I början är sändningstiden kort [4].
- 28 november – Centrala, samordnade förhandlingar inleds för första gången mellan SAF, LO och TCO [4].

### December
- 7 december – Federico Fellinis film La Strada med Giulietta Masina och Anthony Quinn har Sverige-premiär [3].
- 9 december – Sveriges första fristående ungdomsgård invigs i Vällingby.
- 10 december – För sitt arbete med syrebärande enzymer får svenske professorn Hugo Theorell Nobelpriset i medicin[1].
- 14 december – Albanien blir medlem i Förenta nationerna, se även Albanien och Förenta nationerna.
- 16 december – I en ny svensk sociallag försvinner slutgiltigt begreppen fattigvård [4], -nämnd och -hjälp och ersättes av social- då  1918 års svenska fattigvårdslag avskaffas [7].
- 20 december – Cardiff blir officiellt Wales huvudstad etter en folkomröstning [9].
- 31 december – Sovjetunionen spränger en vätebomb [6].

### Okänt datum
- USA:s flotta avslutar sitt uppdrag på Formosa för att skydda USA:s generalkonsul [10].
- Med 25 000 stycken bilstölder noterar Sverige detta år Europarekord i antalet bilstölder [11].
- Iran förbjuder att opium används och odlas [12].
- Strömsundsbron i Sverige står klar, världens första moderna större snedkabelbro.[13]
- Genom den svenska yrkesskadeförsäkringslagen samordnas i Sverige den obligatoriska försäkringen för olycksfall i arbetet med den allmänna sjukförsäkringen.
- Hugh Gaitskell efterträder Clement Attlee som partiledare för Labourpartiet i Storbritannien.
- Sonja Åkesson debuterar med diktsamlingen Situationer [3].
- L M Ericsson börjar tillverka Ericofonen, mer känd som Kobran [3].
- Den svenska ATP-utredningen lämnar rapport med förslag till lagtext.
- Sexualundervisningen blir obligatorisk i den svenska folkskolan.
- Den nordiska socialkonventionen träder i kraft och ger alla nordiska medborgare samma rätt till sociala förmåner som ländernas egna medborgare.
- Brylcremen och kalaspuffarna lanseras i Sverige.
- Sveriges första Domusvaruhus öppnas av KF.
- En sydsvensk nyhetsjournal för TV startar och sänds en gång i veckan från Köpenhamnssändaren.
- ANC antar Frihetsstadgan, som blir partiets grundläggande dokument.
- Ingmar Bergmans film Sommarnattens leende får pris i Cannes [14].

## Födda

### Första kvartalet

#### Januari
- 5 januari
  - Jacob Hård, svensk sportjournalist.
  - Kari Mäkinen, finsk ärkebiskop 2010–2018.
- 6 januari
  - Rowan Atkinson, brittisk komiker och skådespelare, mest känd som Mr Bean och Svarte orm.
  - Arthur Bostrom, brittisk skådespelare.
  - Richard Corbett, brittisk politiker, statsvetare och EU-parlamentariker.
- 9 januari – J.K. Simmons, amerikansk skådespelare.
- 13 januari – Peter Bergared, svensk skådespelare.
- 18 januari
  - Kevin Costner, amerikansk skådespelare.
  - Mike Michaud, amerikansk demokratisk politiker.
- 26 januari – Eddie Van Halen, amerikansk gitarrist.
- 28 januari – Nicolas Sarkozy, fransk politiker, Frankrikes president 2007–2012.
- 30 januari
  - John Baldacci, amerikansk demokratisk politiker.
  - Curtis Strange, amerikansk golfspelare.

#### Februari
- 2 februari
  - Leszek Engelking, polsk författare, poet, essäist, litteraturhistoriker, litteraturkritiker och översättare.
- 4 februari
  - Göran Forsmark, svensk skådespelare.
  - Mikuláš Dzurinda, slovakisk politiker, Slovakiens premiärminister 1998–2006.
- 7 februari – Miguel Ferrer, amerikansk skådespelare.
- 8 februari – John Grisham, amerikansk författare.
- 10 februari – Greg Norman, australisk golfspelare.
- 11 februari – Anneli Jäätteenmäki, Finlands första kvinnliga statsminister 17 april–18 juni 2003.
- 15 februari – Christopher McDonald, amerikansk skådespelare.
- 19 februari – Jeff Daniels, amerikansk skådespelare.
- 20 februari
  - Kelsey Grammer, amerikansk skådespelare och TV-regissör.
  - Klas Östergren, svensk författare och manusförfattare.
- 23 februari – Howard Jones, brittisk sångare.
- 24 februari
  - Steven Jobs, amerikansk entreprenör och affärsman, grundade 1977 Apple Computer, Inc.
  - Alain Prost, fransk racerförare.
- 25 februari – Jim Gerlach, amerikansk republikansk politiker.
- 27 februari – Peter Christopherson, brittisk musiker och musikvideoregissör.

#### Mars
- 2 mars
  - Jay Osmond, amerikansk musiker, en av medlemmarna i Osmonds.
  - Shoko Asahara, ledare för Aum Shinrikyo-sekten i Japan.
- 3 mars – Siv Pettersson, svensk sångare.
- 5 mars – Deddy Mizwar, indonesisk skådespelare.
- 9 mars – Ornella Muti, italiensk skådespelare.
- 10 mars – Sven-Erik Österberg, svensk socialdemokratisk politiker, Sveriges biträdande finansminister 2004–2006.
- 11 mars – Nina Hagen, tysk sångare.
- 11 mars – Dee Snider, amerikansk musiker, sångare i Twisted Sister.
- 17 mars – Gary Sinise, amerikansk skådespelare.
- 19 mars – Bruce Willis, amerikansk skådespelare.
- 21 mars – Jair Bolsonaro, brasiliansk politiker, Brasiliens president 2019–
- 22 mars
  - Tom Leppert, amerikansk republikansk politiker och affärsman.
  - Lena Olin, svensk skådespelare.
  - Pete Sessions, amerikansk republikansk politiker.
- 28 mars – Reba McEntire, amerikansk sångare och skådespelare.
- 29 mars
  - Brendan Gleeson, irländsk skådespelare.
  - Rolf Lassgård, svensk skådespelare.
- 30 mars
  - Paul Sahlin, svensk musiker.
  - Lars Ångström, svensk politiker (miljöpartist), VD för Greenpeace 1995–1996, riksdagsledamot från 1998.
- 31 mars
  - Stephen Lynch, amerikansk demokratisk politiker, kongressledamot 2001-.
  - Angus Young, brittisk musiker, gitarrist i AC/DC.

### Andra kvartalet

#### April
- 1 april – Terry Nichols, amerikansk terrorist.
- 2 april – Chellie Pingree, amerikansk demokratisk politiker.
- 3 april – Tomas Arana, amerikansk skådespelare.
- 4 april – Parveen Babi, indisk filmskådespelare.
- 8 april
  - Kane Hodder, amerikansk stuntman och skådespelare.
  - David Wu, kinesisk-amerikansk politiker.
- 11 april
  - Lena Andersson, svensk sångare.
  - Kevin Brady, amerikansk republikansk politiker.
- 12 april
  - Fabian Hamilton, brittisk parlamentsledamot från 1997.
  - Viktor Arnar Ingólfsson, isländsk författare.
- 20 april – Gurra Krantz, svensk seglare.
- 21 april – Sergej Katanandov, rysk politiker, premiärminister i Karelska republiken 1998–2002, dess president 2002-.
- 22 april
  - Kicki Bramberg, svensk skådespelare.
  - Hon-Ming Chen, Taiwanesisk kines, grundare av den religiösa rörelsen Chen Tao.
- 23 april – Judy Davis, australisk skådespelare.
- 24 april – Jack Kingston, amerikansk republikansk politiker.
- 26 april
  - Ulrika Knape, svensk simhoppare.
  - Jan Rippe, svensk revyartist och sångare, medlem av Galenskaparna & After Shave.
- 27 april – Daniel Frisa, amerikansk republikansk politiker.
- 28 april – Eddie Jobson, brittisk musiker, medlem i Roxy Music.
- 29 april – Kate Mulgrew, amerikansk skådespelare.

#### Maj
- 1 maj
  - Ricky Tognazzi, italiensk skådespelare.
  - Stefan Feierbach, svensk barnskådespelare.
- 8 maj
  - Asgeir Sigurvinsson, isländsk fotbollsspelare och tränare.
  - Meles Zenawi, regeringschef i Etiopien.
- 10 maj – Mark David Chapman, John Lennons mördare.
- 13 maj – Åke Sandgren, svensk regissör, manusförfattare och filmproducent.
- 15 maj – Lee Horsley, amerikansk skådespelare.
- 16 maj
  - Olga Korbut, rysk gymnast.
  - Jon Porter, amerikansk republikansk politiker.
  - Debra Winger, amerikansk skådespelare.
- 17 maj – Bill Paxton, amerikansk skådespelare.
- 18 maj
  - Chow Yun Fat, kinesisk skådespelare.
  - Lena T. Hansson, svensk skådespelare.
  - Denise Majette, amerikansk demokratisk politiker och jurist, kongressledamot 2003–2005.
- 19 maj
  - Ingalill Ellung, svensk skådespelare.
  - James Gosling, kanadensisk programmerare, en av skaparna av programspråket Java.
  - Tytte Johnsson, svensk skådespelare.
- 20 maj – Diego Abatantuono, italiensk skådespelare.
- 25 maj – Alistair Burt, brittisk parlamentsledamot för Conservative Party.
- 29 maj
  - Frank Baumgartl, östtysk friidrottare.
  - John Hinckley Jr, amerikansk attentatsman, genomförde mordförsök på Ronald Reagan 1981.

#### Juni
- 2 juni
  - Dana Carvey, amerikansk skådespelare.
  - Michael Steele, amerikansk musiker, medlem av The Bangles och The Runaways.
- 6 juni – Stefan Sauk, svensk skådespelare.
- 7 juni – William Forsythe, amerikansk skådespelare.
- 8 juni
  - James Aiona, amerikansk republikansk politiker.
  - Tim Berners-Lee, skaparen av World Wide Web.
  - Shusuke Kaneko, japansk filmregissör och manusförfattare.
  - Hans Stiglund, svensk biskop i Luleå stift mellan 2002 och 2018.
- 15 juni – Paul Rusesabagina, rwandisk hotellägare som anses ha räddat 1 200 flyktingar undan folkmordet i Rwanda.
- 16 juni
  - Laurie Metcalf, amerikansk skådespelare.
  - Kicki Rundgren, svensk skådespelare.
- 20 juni – George Radanovich, amerikansk republikansk politiker, kongressledamot 1995–2011.
- 21 juni – Michel Platini, fransk fotbollsspelare och manager.
- 27 juni
  - Isabelle Adjani, fransk skådespelare.
  - Hannes Råstam, svensk journalist.
- 29 juni – Fritz Kuhn, tysk politiker, tillhör De Gröna.
- 30 juni – Jojje Jönsson, svensk skådespelare och manusförfattare.

### Tredje kvartalet

#### Juli
- 2 juli – Andrew Divoff, venezuelansk skådespelare
- 3 juli
  - Glenn Grothman, amerikansk republikansk politiker.
  - Walter Veltroni, italiensk politiker och journalist.
- 8 juli – Lena Endre, svensk skådespelare.
- 12 juli – Nina Gunke, svensk skådespelare.
- 19 juli – John B.T. Campbell III, amerikansk republikansk politiker.
- 20 juli
  - Stig Larsson, svensk poet och författare.
  - Claes Nordin, svensk badmintonspelare och seglare.
- 21 juli
  - Dan Malloy, amerikansk demokratisk politiker.
  - Taco Ockerse, indonesisk skådespelare och musiker.
- 22 juli – Willem Dafoe, amerikansk skådespelare.
- 25 juli – Iman Abdulmajid, amerikansk skådespelare och fotomodell.
- 27 juli – Stefan Nilsson, svensk kompositör, av bland annat filmmusik.

#### Augusti
- 4 augusti
  - Alberto Gonzales, amerikansk republikansk politiker, USA:s justitieminister 2005–2007.
  - Ingrid Janbell, svensk skådespelare, teaterregissör och föreläsare.
  - Billy Bob Thornton, amerikansk skådespelare, manusförfattare, musiker och filmregissör.
- 6 augusti – Lars Adaktusson, svensk journalist.
- 7 augusti – Wayne Knight, amerikansk skådespelare.
- 9 augusti
  - Maud Olofsson, svensk politiker, ledare för Centerpartiet.
  - John E. Sweeney, amerikansk republikansk politiker, kongressledamot 1999–2007.
- 11 augusti – Sylvia Hermon, nordirländsk politiker inom Ulster Unionist Party.
- 13 augusti – Betsy King, amerikansk professionell golfspelare.
- 15 augusti – Pontus Gustafsson, svensk skådespelare.
- 22 augusti – Chiranjeevi, indisk skådespelare.
- 29 augusti – Gunnel Fred, svensk skådespelare.
- 31 augusti – Edwin Moses, amerikansk friidrottare.

#### September
- 14 september – Leo XIV, amerikanskfödd påve.
- 19 september – Henry Cuellar, amerikansk demokratisk politiker.
- 21 september
  - Candice Atherton, brittisk parlamentsledamot för Labour.
  - Gulshan Grover, indisk skådespelare.
- 25 september – Karl-Heinz Rummenigge, tysk fotbollsspelare.
- 26 september – Carlene Carter, amerikansk countryartist.
- 27 september – Aleksandr Galibin, rysk skådespelare.
- 29 september
  - Joe Donnelly, amerikansk demokratisk politiker.
  - Ken Weatherwax, amerikansk barnskådespelare, spelade sonen i Familjen Addams.

### Fjärde kvartalet

#### Oktober
- 2 oktober – Qristina Ribohn, svensk dokussåpadeltagare.
  - Per Fritzell, svensk skådespelare och artist, medlem i Galenskaparna och After Shave.
- 3 oktober – Marianne Myrsten, svensk sångare.
- 5 oktober
  - Denny Rehberg, amerikansk republikansk politiker, kongressledamot 2001–2013.
- 6 oktober – Mikael Rundquist, svensk skådespelare.
- 7 oktober
  - Bill Foster, amerikansk demokratisk politiker och fysiker, kongressledamot 2008–2011.
  - Yo-Yo Ma, fransk musiker.
- 12 oktober – Ante Gotovina, kroatisk general.
- 17 oktober – Smita Patil, indisk skådespelare.
- 19 oktober – Åsa Eek-Engqvist, svensk skådespelare.
- 20 oktober – Thomas Newman, amerikansk filmmusikkompositör.
- 28 oktober – Bill Gates, amerikansk industrialist (Microsoft).
- 29 oktober – Kevin DuBrow, amerikansk hårdrockssångare.
- 31 oktober – John Barrow, amerikansk demokratisk politiker, kongressledamot 2005–2015.

#### November
- 4 november – Matti Vanhanen, finländsk politiker, Finlands statsminister 2003–2010.
- 6 november – Adde Malmberg, svensk ståuppkomiker, regissör och skådespelare.
- 10 november – Roland Emmerich, tysk regissör, manusförfattare och filmproducent.
- 11 november
  - Sten Hellström, svensk skådespelare.
  - Jigme Singye Wangchuck, kung av Bhutan.
- 13 november – Whoopi Goldberg, amerikansk skådespelare.
- 14 november – Ann-Sofie Kylin, svensk skådespelare.
- 15 november – Idris Jusoh, regeringschef i Terengganu, Malaysia.
- 17 november – Paul Truswell, brittisk parlamentsledamot för Labour 1997–2010.
- 18 november – Richard Vappelin svensk moderat politiker.
- 22 november – Mansour Muftah, qatarisk fotbollsspelare.
- 23 november
  - Dan Ekborg, svensk skådespelare.
  - Mary Landrieu, amerikansk demokratisk politiker, senator 1997–2015.
- 24 november – Lena Adelsohn Liljeroth, svensk journalist och moderat politiker.
- 25 november – EwaMaria Björkström, svensk skådespelare, sångare och musikalartist.
- 29 november – Howie Mandel, kanadensisk-amerikansk skådespelare och komiker.

#### December
- 5 december – Gunnar Falk, svensk skådespelare och konstnär.
- 6 december
  - Anne Begg, brittisk parlamentsledamot för Labour.
  - Raymond Benson, amerikansk teaterregissör, kompositör och författare.
  - Steven Wright, komiker.
- 13 december – Manohar Parrikar, indisk politiker.
- 16 december – Xander Berkeley, amerikansk skådespelare.
- 17 december - Krister Classon, svensk artist regissör manusförfattare
- 18 december – Ray Liotta, amerikansk skådespelare.
- 19 december – Rob Portman, amerikansk republikansk politiker.
- 30 december – Sanne Salomonsen, dansk sångare.
- Penny Irving, brittisk skådespelare.

## Avlidna

### Första kvartalet

#### Januari
- 2 januari – José Antonio Remón, 46, Panamas president (mördad).
- 3 januari – Sven Grafström, 52, svensk ambassadör och generalmajor.
- 11 januari – Rodolfo Graziani, 72, italiensk general.
- 15 januari – Yves Tanguy, 55, franskfödd amerikansk surrealistisk målare.
- 30 januari – Raymond Herbert Talbot, 58, amerikansk demokratisk politiker.

#### Februari
- 1 februari – Arnold Sjöstrand, 51, svensk skådespelare och regissör.
- 2 februari – S.Z. Sakall, 72, ungersk skådespelare, verksam i USA sedan 1930-talet.
- 3 februari – Fred H. Brown, 75, amerikansk demokratisk politiker och befattningshavare.
- 5 februari – Victor Houteff, 69, bulgariskfödd amerikansk religiös förkunnare, författare och grundare av den davidiska sjundedagsadventismen.
- 8 februari – Rush D. Holt, 49, amerikansk politiker, senator 1935–1941.

#### Mars
- 11 mars – Sir Alexander Fleming, 73, brittisk forskare, penicillinets upptäckare, nobelpristagare [15].
- 12 mars
  - Charlie Parker, 34, amerikansk jazzsaxofonist.
  - Folke Zettervall, 92, svensk arkitekt.
- 16 mars – Nicolas de Staël, 41, rysk konstnär.

### Andra kvartalet

#### April
- 10 april – Pierre Teilhard de Chardin, 73, fransk jesuitpräst, geolog och filosof.
- 18 april – Albert Einstein, 76, tysk-amerikansk fysiker, nobelpristagare [5].

#### Maj
- 4 maj – Carl O. Hertzberg, 66, svensk skådespelare och producent.
- 7 maj – Allan Bengtsson, 65, svensk höjdhoppare.
- 26 maj – Alberto Ascari, 36, italiensk racerförare.

#### Juni
- 11 juni – Pierre Levegh, 49, fransk racerförare.
- 19 juni – D. Worth Clark, 53, amerikansk demokratisk politiker, senator 1939–1945.
- 20 juni – Junius Marion Futrell, 84, amerikansk demokratisk politiker och jurist.
- 29 juni – Max Pechstein, 73, tysk målare och grafiker, expressionist.

### Tredje kvartalet

#### Juli
- 23 juli – Cordell Hull, 83, amerikansk jurist, diplomat och politiker.
- 25 juli – Ilmari Hannikainen, 62, finländsk kompositör och pianist.

#### Augusti
- 5 augusti – Carmen Miranda, 46, brasiliansk sångare och skådespelare.
- 12 augusti – Thomas Mann, 80, tysk författare.
- 13 augusti – Wilhelm Kreis, 82, tysk arkitekt.

#### September
- 15 september – Eduard Strauch, 49, tysk SS-officer, dömd krigsförbrytare.
- 18 september – Constance Wiel Schram, 64, norsk författare.
- 19 september – Carl Milles, 80, svensk skulptör [4].
- 22 september – Erik Pettersson i Ersbacken, 66, svensk lantbrukare och riksdagsledamot (centerpartist).
- 23 september – Konstantin Hierl, 80, tysk nazistisk politiker, ledare för Reichsarbeitsdienst.
- 24 september – Ib Schønberg, 52, dansk skådespelare.
- 30 september
  - James Dean, 24, amerikansk skådespelare och ungdomsidol [1].
  - Pentti Haanpää, 49, finländsk författare.

### Fjärde kvartalet

#### Oktober
- 6 oktober – Alpo Sailo, 77, finländsk skulptör.
- 10 oktober – Harald Beijer, 59, svensk författare och manusförfattare.
- 12 oktober – Ester Helenius, 80, finländsk konstnär.

#### November
- 4 november – Cy Young, 88, amerikansk basebollspelare.
- 5 november – Maurice Utrillo, 71, fransk Montmartre-målare.
- 10 november – Albert Holmkvist, Purre, 88, svensk tidningsman och kåsör.
- 17 november – Helmuth Weidling, 64, tysk general.
- 20 november – Are Waerland, 79, finländsk författare.
- 25 november – Erik Baumann, 66, svensk filmmusikkompositör.
- 27 november – Arthur Honegger, 63, fransk-schweizisk tonsättare.

#### December
- 2 december – Otto Åhlström, 51, svensk skådespelare och köpman.
- 8 december – Hermann Weyl, 70, tysk matematiker, fysiker och filosof.
- 13 december – Egas Moniz, 81, portugisisk läkare, nobelpristagare.
- 14 december – Paddy Mayne, 40, brittisk militär.
- 15 december – Otto Braun, 83, tysk politiker.
- 18 december – Albert Ståhl, 78, svensk skådespelare.
- 24 december – Nana Bryant, 67, amerikansk skådespelare.

## Nobelpris[16]
- Fysik
  - Willis E Lamb, USA
  - Polykarp Kusch, USA
- Kemi – Vincent du Vigneaud, USA
- Medicin – Hugo Theorell, Sverige
- Litteratur – Halldór Laxness, Island
- Fred – Inget pris utdelades

### Fotnoter
1. 1 2 3 4 5 6 7 8 9 10 11 12 13 14 15 16  20:e århundrades När Var Hur – 1955, Bernt Himmelstedt, Forum, 1999
2. ↑  Enligt 080518 Kunskapskanalen, Tema: Tabu
3. 1 2 3 4 5 6 7 8 9 10  100 år med Aftonbladet – 1955, 1999
4. 1 2 3 4 5 6 7 8 9 10 11 12 13 14  Hundra år i Sverige – 1955, Hans Dahlberg, Albert Bonniers, 1999
5. 1 2 3 4  Faktakalendern 2000 – 1955 (Utlandet) , Semic, 1999
6. 1 2 3  Faktakalendern 1997, Semic, 1996
7. 1 2 3 4 5 6  Sverige 1900-talet – 1955, NE, Bra Böcker, 2000
8. ↑  ”World Statesmen (läst 3 april 2011)”. http://www.worldstatesmen.org/Germany.html#Saarland.
9. ↑  ”Cardiff - Wales huvudstad (1955)”. The Guardian. http://www.theguardian.com/theguardian/2010/dec/21/archive-cardiff-gains-recognition-as-capital-of-wales-1955. Läst 31 december 2013.
10. ↑  ”USA:s militära insatser i utlandet”. Arkiverad från originalet den 12 oktober 2011. https://www.webcitation.org/62NCLaa95?url=http://www.history.navy.mil/library/online/forces.htm.
11. ↑  Hundra år i Sverige – Rekordåren: Rättsröta och kravaller, Hans Dahlberg, Albert Bonniers, 1999
12. ↑  ”Narkotika”. Arkiverad från originalet den 24 maj 2011. https://web.archive.org/web/20110524131828/http://members.fortunecity.com/simulatorsmusicsite/droger/narkotika.htm.
13. ↑  ”Strömsund Bridge (1955)”. Structurae. http://en.structurae.de/structures/data/index.cfm?ID=s0000070. Läst 2 oktober 2010.
14. ↑  Sverige 1900-talet – Med svenskheten i högsätet, NE, Bra Böcker, 2000
15. ↑  ”Det hände i dag”. http://webnews.textalk.com/se/calendar.php?id=9747&type=month&ds=20100311&list=true.
16. ↑  ”Nobelpriset”. https://www.nobelprize.org/prizes/lists/all-nobel-prizes/. Läst 10 april 2011.